# شهرستان دانگتو
شهرستان دانگتو (به لاتین: Dangtu County) یک منطقهٔ مسکونی در چین است که در مانشان واقع شده‌است.